# Greckokatoliccy biskupi przemyscy
Greckokatoliccy biskupi przemyscy – biskupi (władycy) greckokatolickiej diecezji (eparchii) przemyskiej  istniejącej w l. 1609–1946 i 1991–1996, następnie przekształconej w archieparchię przemysko-warszawską.

## Biskupi przemyscy
W latach 1609–1691 biskupstwo greckokatolickie funkcjonowało równolegle z biskupstwem prawosławnym.
- 1610–1652 Aleksander Oleksowicz Krupecki (1570–1652)
- 1652–1664 Prokop Chmielewski (ok. 1600–1664)
- 1664–1669 Antoni Terlecki
- 1670–1691 Jan Małachowski[1]
- 1691–1700 Innocenty Winnicki[2]
- 1700–1710 Jerzy Winnicki
- 1715–1746 Hieronim Ustrzycki
- 1746–1762 Onufry Szumlański
- 1762–1779 Atanazy Andrzej Szeptycki
- 1780–1794 Maksymilian Ryłło
- 1796–1808 Antoni Angelowicz
- 1813–1816 Michał Lewicki
- 1818–1847 Iwan Snihurśkyj
- 1847–1848 Iwan Siłećkyj[3]
- 1848–1860 Hryhorij Jachymowycz
- 1860–1867 Toma Polanśkyj
- 1867–1870 Josyf Sembratowycz
- 1872–1890 Jan Saturnin Stupnicki
- 1891–1896 Julian Pełesz
- 1896–1915 Kostiantyn Czechowycz
- 1917–1947 Jozafat Kocyłowśkyj
- 1977–1991 Iwan Choma[4]
- 1991–1996 Jan Martyniak

## Biskupi koadiutorzy
- 1637–1649 Paweł Owłóczyński
- 1662–1664 Antoni Terlecki
- 1740–1746 Onufry Szumlański

## Wikariusze generalni
- 1947–1977 Wasyl Hrynyk

## Biskupi pomocniczy
- 1890–1891 Julian Kuiłowski
- 1926–1950 Hryhorij Łakota[5]
- 1989–1991 Jan Martyniak
- 2013–2015 Eugeniusz Popowicz

## Arcybiskupi przemysko-warszawscy
- 1996–2015 Jan Martyniak
- 2015–nadal Eugeniusz Popowicz